# 梶原誠
梶原 誠（かじわら まこと、1972年7月18日 - ）は、京都放送（KBS京都）のアナウンサー。174cm、86kg(2023年1月24日時点)。

## 人物
兵庫県多紀郡篠山町出身（現丹波篠山市）母は綾部出身。2歳下の妹がいる。篠山町立岡野小学校、篠山鳳鳴高校、流通科学大学卒業。29社のアナウンサー入社試験に落ち30社目に受かった近畿放送（現在の京都放送）に1995年に入社。サッカー（京都サンガF.C.・高校サッカー）、競馬（中央競馬）などのスポーツ実況を担当している。陸上部で中長距離をしていた。

## 現在の担当番組
テレビ
- うまDOKI（実況）[2]
- エキサイティング!J[2]
- 京都新聞ニュース→KBS京都ニュース

ラジオ
- ま〜ぶる!桂二葉と梶原誠のご陽気に（火曜日）
- さらピン!キョウト （木曜日担当）[2]
- 清水三雄の挑戦は続く

## 過去の担当番組
テレビ
- NEWSワイド京都
- 京プラス
- 京都!ちゃちゃちゃっ
- KEIBAワンダーランド
- やのぱんの生活情報部
- newsフェイス
- sundayフェイス
- 競馬展望

ラジオ
- 音楽わいど ラジオ・ビュー
- サンクス60思い出のラジオ
- 諸口あきらのフレッシュモーニング
- いくよ・くるよのはりきりフライデー
- スポーツジャーナル〜Athlete-Club
- 梶原誠の脳内トレーニングラジオ OH!脳
- 山崎弘士のGOGOリクエスト
- 鈴木美智子の脳活ラジオ
- ラジオでつなぐ 詩の礫

## 主な実況歴
高校サッカー
- 第96回 準決勝（2018年）[2]
- 第97回 準決勝（2019年）[2]

GIレース
- 桜花賞（2023年）
- 宝塚記念（2003年、2006年）
- 秋華賞（2006年）

その他
- シンザン記念（2004年、2024年）
- 京都記念（2002年）
- アーリントンカップ（2005年 - 2007年）
- チューリップ賞（2008年）
- 毎日杯（2001年、2008年、2009年）
- 阪神牝馬ステークス（2007年）
- 京都新聞杯（2003年、2006年 - 2008年）
- 小倉サマージャンプ（2008年）
- 朝日チャレンジカップ（2005年、2006年）
- シリウスステークス（2007年、2024年）
- 京都大賞典（2001年）
- デイリー杯2歳ステークス（2004年、2006年）
- スワンステークス（2007年）
- 鳴尾記念（2006年）
- 阪神カップ（2024年）

## 著書
- 伝えたい、この想い 第100回全国高校サッカー選手権記念 アナウンサーたちのロッカールーム（2021年、東京ニュース通信社・講談社）[2][4][5][6] ISBN 978-4-06-526740-0
  - 藤井貴彦（日本テレビ）・福岡竜馬（福岡放送）・岡崎和久（札幌テレビ放送）などとの共著。